# Большой Сарышыганак
Большой Сарычаганак, Большой Сары-Чаганак, Большой Сарышыганак, Сарычабанак (каз. Сарышығанақ) — крупный залив Малого Аральского моря, расположенный в его северо-восточной части.

## Описание
Залив имеет приблизительно треугольную форму, вытянутую в направлении с северо-востока на юго-запад. У северо-восточной оконечности (вершины) залива был построен город Аральск. В юго-западной части залив соединяется с основной акваторией моря узким проливом-горлом, ограниченным мысами Тригорки и Большой Каратюп (на топографической карте Генштаба к западу от горла залива отмечены развалины Трёхгорка, к востоку — развалины Большой Каратуп). Согласно «Аральской энциклопедии» (2008), глубины в центральной части залива составляют 12—13 м.
В заливе наблюдаются два течения: юго-западное и северо-восточное. Юго-западное течение возникает, когда над акваторией дует ветер с севера или с северо-востока. При ветрах, дующих с юго-запада или запада происходят интенсивно выраженные сгонно-нагонные явления, которые приводят к колебаниям уровня воды величиной до 3 м. По юго-западному течению вода движется со скоростью 0,3—0,7 узла в горле между двумя мысами и 0,2—0,3 узла у оконечности. По северо-восточному течению вода движется со скоростью 0,4—0,6 узла в горле между двумя мысами и 0,2—0,3 узла у оконечности.
В связи с падением уровня Аральского моря Большой Сарычаганак отделился от него в конце 1980-х годов и затем полностью высох. Однако после возведения первой Кокаральской дамбы, ограничившей сток Сырдарьи северной частью Аральского моря, залив быстро восстановился. Уже в 1993 году, в связи с поднятием уровня Малого Арала более чем на 1 м за осенне-весенний период, Большой Сарычаганак оказался вновь залитым водой, хотя и небольшой глубины (1—1,5 м). В заливе тут же стали появляться живые организмы, представленные планктоном и бентосом. В этом же году здесь было отмечено наибольшее количество зоопланктона (в основном, веслоногих ракообразных, в меньшей степени — личинок моллюсков) по сравнению с другими областями Малого моря.